# XVII Festival Mundial de la Juventud y los Estudiantes
El XVII Festival Mundial de la Juventud y los Estudiantes (FMJE) fue un evento que se inauguró el 13 de diciembre de 2010 en la capital sudafricana de Pretoria y fue organizado por la Federación Mundial de la Juventud Democrática (FMJD). El festival atrajo a 15.000 personas de unos 130 países y se llevó a cabo bajo el lema: 

"¡Derrotemos al imperialismo, por un mundo de paz, solidaridad y transformación social!".

Era la segunda vez que se realizaba una edición del FMJE en África, la otra fue en Argelia en 2001. Algunos medios informaron que los organizadores del festival originalmente afirmaron que el festival costaría 370 millones de rands, pero en realidad el festival fue organizado  por la Agencia Nacional de Desarrollo de la Juventud (ANDJ), cuyo presupuesto anual era de 370 millones de rands en ese momento. Los organizadores pudieron obtener 69 millones de rands de fondos, incluso después de un regalo de 40 millones de rands de la Lotería Nacional de Sudáfrica. Más tarde se reveló que el verdadero costo del festival fue de alrededor de 100 millones de rands. Esto incluyó 24,5 millones de rands para viajes y alojamiento, 29,9 millones de rands para catering y 9,4 millones de rands para entretenimiento. Originalmente, los delegados iban a ser alojados en Johannesburgo y transportados diariamente a la sede del festival en Pretoria, a 80 km de distancia, pero dada la escasez de fondos, los organizadores finalmente cedieron y alojaron a los delegados en la Universidad Tshwane en Pretoria, ahorrándose 100 millones de rands en el proceso. El obsequio de la Lotería Nacional provocó una protesta en Sudáfrica, y los críticos se refirieron al festival como una fiesta y una jamboree cara. 
La ceremonia de apertura se llevó a cabo en el Estadio Moses Moripe en Pretoria, y los delegados fueron dirigidos, entre otros, por el entonces Presidente de Sudáfrica, Jacob Zuma, cuyo discurso se centró en el valor de la educación como solución para los problemas del Mundo. Una procesión de delegaciones en traje típico, cantando y llevando carteles y pancartas también desfiló alrededor del estadio. Algunas de las actividades incluyeron grupos de discusión sobre diversos temas, conciertos por la noche y visitas grupales a monumentos. Había un boletín diario del festival llamado Festival News. La mayor parte de las actividades tuvo lugar en el Centro de Eventos Tshwane. Hubo 19 sesiones cada día (seminarios, talleres y conferencias). 
Los procedimientos fueron interrumpidos por cientos de miembros del partido político Congreso del Pueblo que llegaron en autobuses que creían que parte del lugar estaba reservado para una conferencia propia. Finalmente se fueron de nuevo. Durante los tres primeros días del festival hubo quejas por desorganización, falta de comunicación y falta de provisión de alimentos. Algunas empresas de cáterin se negaron a servir comidas, alegando que los organizadores se negaron a pagar facturas por valor de millones de rands. Varios oradores destacados no asistieron al festival.